# دانشگاه شهید باهنر کرمان
دانشگاه شهید باهنر کرمان (به انگلیسی: Shahid Bahonar university of Kerman) که پیش تر به عنوان دانشگاه کرمان (University of Kerman) شناخته می‌شود. این دانشگاه در سال ۱۳۵۱ توسط زنده یاد مهندس علیرضا افضلی پور تأسیس شد و فعالیت آموزشی خود را با پذیرش ۹۰ دانشجو در سال ۱۳۵۴ آغاز نمود.
دانشگاه شهید باهنر کرمان یکی از معتبرترین و بزرگ‌ترین دانشگاه‌های دولتی در ایران است. این دانشگاه در جنوب شرقی شهر کرمان و در زمینی به مساحت ۵ میلیون متر مربع بنا گردیده است. دانشگاه شهید باهنر کرمان یکی از دانشگاه‌های بزرگ و مادر در ایران است.
دانشگاه کرمان یکی از دانشگاه برتر در رشته‌های علوم مهندسی، علوم پزشکی و علوم انسانی محسوب می‌شود. دانشگاه علوم پزشکی کرمان در گزارش رتبه‌بندی دانشگاه‌های دولتی که در عرصه رشته‌های علوم پزشکی فعالیت دارند به عنوان دانشگاه تیپ یک شناخته می‌شود.
از بین ۷۰ دانشگاه دولتی و معتبر کشور دانشگاه کرمان تنها دانشگاهی است که شورای صنفی دانشجویان ندارد و برنامه‌ریزی برای امور صنفی، رفاهی و آموزشی دانشجویان از طریق انجمن اسلامی دانشگاه و بسیج دانشجویی پیگیری می‌شود.

## تاریخچه
این دانشگاه توسط مهندس علیرضا افضلی‌پور و همسر فرهیخته ایشان استاد فاخره صبا در سال ۱۳۵۱ در کرمان تأسیس شد و فعّالیّت آموزشی خود را با پذیرش ۹۰ دانشجو در سال ۱۳۵۴ آغاز نمود. دانشگاه کرمان پس از پیروزی انقلاب به نام محمدجواد باهنر، دانشگاه شهید باهنر نامیده شد.
در تاریخ ۱۸ مردادماه ۱۳۵۱ شورای گسترش آموزش عالی اجازه تأسیس دانشکده علوم و دانشکده فنی را برای مؤسس دانشگاه کرمان «علیرضا افضلی پور» صادر کرد تا مقدمات تهیه طرح‌های ساختمانی انجام شود. پس انجام پاره‌ای مذاکرات بین مهندسان مشاور پیرراز (سیدمحسن میرحیدر مدیر عامل سابق) و مؤسس دانشگاه (علیرضا افضلی پور) درمورد نحوه انجام طرح، قراردادی در تاریخ ۱۷ دیماه سال ۱۳۵۱ جهت تهیه طرح‌های ساختمانی دانشگاه منعقد و سرانجام تمامی تلاش‌های بنیان‌گذار دانشگاه در کرمان (علیرضا افضلی پور) در ۲۸ مردادماه سال ۱۳۵۳ به نقطه عطفی رسید و کلنگ زده شد و احداث نخستین بناهای دانشگاه آغاز گردید.
این دانشگاه در جنوب شرقی شهر کرمان و در زمینی به مساحت ۵/۰۰۰/۰۰۰ مترمربع معادل ۵۰۰ هکتار بنا گردیده و فعالیت آموزشی خود را باپذیرش ۹۰ دانشجو در سال ۱۳۵۴ آغاز نمود. دانشگاه کرمان پس از پیروزی انقلاب اسلامی به نام محمدجواد باهنر، دانشگاه شهیدباهنر کرمان نامیده شد. براساس فعالیت‌های آموزشی و پژوهشی چشمگیر دانشگاه در طول ۴۰سال گذشته، وزارت علوم، تحقیقات و فناوری، دانشگاه شهیدباهنر کرمان را در زمره دانشگاه‌های برتر ایران می‌شناسد. فضای آموزشی و پژوهشی دانشگاه در ابتدای تأسیس ۲۵۰۰۰ مترمربع برای تعداد ۵۰۰۰ دانشجودر نظر گرفته شده بود اما در حال حاضر این فضا در مجموع به بیش از۲۳۰۰۰۰ متر مربع و تعداد دانشجویان به بیش از ۱۴۰۰۰ دانشجو افزایش یافته است.

## مؤسس دانشگاه در کرمان
علیرضا افضلی پور از نیکوکاران و خیرین به نام ایرانی، گرچه کرمانی نبود اما با تأسیس دانشگاه شهید باهنر کرمان، نامش در تاریخ کرمان ماندگار شد. از دههٔ پنجاه، افضلی پور با آمدن به کرمان، ساخت دانشگاه را آغاز کرد. بیش از یک دهه کار ساخت این مجموعه بزرگ آموزشی – فرهنگی طول کشید تا اینکه در تاریخ ۱۳۶۴/۴/۲۴ در دفترخانه شماره ۴۱ کرمان واقع در میدان باغ (ارگ یا همان توحید فعلی) با حضور افضلی پور، اسدالله رضوی به‌عنوان موکل مردم کرمان و رئیس وقت دانشگاه، سند هدیه و صلح بلاعوض دانشگاه تنظیم شد.
در زمان اهداء ساختمان دانشگاه چهار مرد که تاریخ کرمان هیچگاه نامشان را از یاد نمی‌برد، شاهد این اتفاق فرخنده و مبارک بودند: مهندس علیرضا افضلی پور، اسدالله رضوی رئیس وقت دانشگاه، پیش‌کسوت روزنامه‌نگاری کرمان و مدیر دفترخانه ۴۱ محمد محمدی و سید جمال الدین مؤدب خوشنویس به نام و خالق اثر مجموعه پریشانی که سند مصالحه بیست و پنج هزار متر مربع ساختمان محکم و نوساز در زمینی به مساحت پنج میلیون متر مربع به ازای ۵ گرم نبات را با خط زیبایش نوشت و این سند به مردم کرمان تقدیم شد.

## جایگاه در رتبه‌بندی‌ها
دانشگاه شهید باهنر کرمان بر اساس اعلام پایگاه شورای عالی انقلاب فرهنگی در رتبه‌بندی وزارت علوم در سال ۹۹ در بین ۱۰ دانشگاه برتر جامع ایران قرار گرفته است. (در این رتبه‌بندی دانشگاه‌های صنعتی جداگانه رتبه‌بندی شده‌اند)
- رتبه‌بندی تایمز

رتبه‌بندی جهانی تایمز در سال ۲۰۱۹ دانشگاه شهید باهنر کرمان را جزء ۲۹ دانشگاه برتر ایرانی و در جمع ۱۲۵۸ دانشگاه برتر دنیا قرار داد.
رتبه‌بندی جهانی تایمز در سال ۲۰۲۰ دانشگاه شهید باهنر کرمان را جزء ۴۰ دانشگاه برتر ایرانی و در جمع ۱۳۹۶ دانشگاه برتر دنیا قرار داد.
- رتبه‌بندی جهانی لایدن

رتبه‌بندی جهانی لایدن در سال ۲۰۱۸ دانشگاه شهید باهنر کرمان را جزء ۲۳ دانشگاه برتر ایرانی و در جمع ۹۳۸ دانشگاه برتر دنیا قرار داد.
رتبه‌بندی جهانی لایدن در سال ۲۰۱۹ دانشگاه شهید باهنر کرمان را جزء ۲۶ دانشگاه برتر ایرانی و در جمع ۹۶۳ دانشگاه برتر دنیا قرار داد.

## رشته‌ها
تعداد رشته‌های موجود به تفکیک گروه‌های عمده تحصیلی:
- علوم انسانی: ۶۷ رشته و گرایش
- علوم پایه: ۸۶ رشته و گرایش
- فنی و مهندسی: ۶۲ رشته و گرایش
- علوم کشاورزی: ۴۵ رشته و گرایش
-دامپزشکی: ۱۰ رشته و گرایش
- هنر: ۹ رشته و گرایش
- پردیس دانشگاهی: ۳۴ رشته و گرایش

## دانشکده‌ها
| دانشکده‌ها و مرکزها               | رئیس دانشکده با مرکز  | مدرک تحصیلی                      |
| دانشکده فنی و مهندسی             | سعید کریمی نسب        | دکتری مهندسی معدن                |
| دانشکده علوم پایه                | سعید اسماعیلی ماهانی  | دکترای زیست‌شناسی_فیزیولوژی پزشکی |
| دانشکده ادبیات و علوم انسانی     | حسین غضنفرپور         | دکترای                           |
| دانشکده حقوق و الهیات            | محمدهادی قهاری کرمانی | دکتری مدرسی معارف اسلامی         |
| دانشکده تربیت بدنی و علوم ورزشی  | کوروش قهرمان تبریزی   | دکترای مدیریت ورزشی              |
| دانشکده کشاورزی                  | محسن افشارمنش         | دکترای                           |
| دانشکده دامپزشکی                 | علی اصغر مظفری        | دکترای                           |
| دانشکده هنر و معماری صبا         | حسن سلاجقه            | دکترای پژوهش هنر                 |
| دانشکده ریاضی و کامپیوتر         | محمدعلی یعقوبی        |                                  |
| دانشکده مدیریت و اقتصاد          | سیدعبدالمجید جلائی    | دکترای تخصصی- اقتصاد بین‌الملل    |
| دانشکده فیزیک                    | رضا فتحی              | دکترای فیزیک                     |
| دانشکده علوم و فناوری‌های راهبردی | محمد رنجبر همقاوندی   | دکترای معدن                      |
| مجتمع آموزش عالی بافت            | حسین‌علی ساسان         | دکترای زیست‌شناسی                 |
| مرکز آموزش عالی کشاورزی بردسیر   | مهدی نقی‌زاده          |                                  |
| واحد پردیس دانشگاه               | علیرضا حسن‌زاده جزدانی |                                  |
| مرکز آموزش عالی فرش راور         | رسول پروان            |                                  |
| مجتمع آموزش عالی زرند            | علی الهی              | دکترای زمین‌شناسی اقتصادی         |

### پردیس دانشکده‌های فنی و مهندسی
دانشکده فنی و مهندسی یکی از بزرگ‌ترین و گسترده‌ترین دانشکده دانشگاه شهید باهنر کرمان است. این دانشکده که در محلی خارج از دانشگاه شهید باهنر کرمان بنا شده است ابتدا در سال ۱۳۵۱ مجوز احداث آن گرفته شد و سپس در سال ۱۳۵۵ به صورت مستقل فعالیت خود را آغاز کرد و سپس در سال ۱۳۵۹ بنا به مصوبه شورای انقلاب به دانشگاه شهید باهنر کرمان پیوست.
فعالیت این دانشکده در سال ۱۳۵۵ با پذیرش ۳۰ نفر دانشجو و بکارگیری ۴ استاد و ۱نفر مربی آغاز شد.
دانشکده فنی و مهندسی هم‌اکنون در ۹ بخش مهندسی، با تعداد ۲۷۶۷ دانشجوی کارشناسی در ۱۸ گرایش، تعداد ۱۰۱۸ دانشجوی کارشناسی ارشد در ۳۷ گرایش و تعداد ۲۱۵ دانشجوی دکتری در ۲۵ گرایش و ۱۲۱ عضو هیئت علمی به فعالیت‌های آموزشی و پژوهشی می‌پردازد.
بخش‌های دانشکده فنی و مهندسی:
- بخش مهندسی برق
- بخش مهندسی مکانیک
- بخش مهندسی شیمی
- بخش مهندسی عمران
- بخش مهندسی معدن
- بخش مهندسی صنایع
- بخش مهندسی مواد و متالورژی
- بخش مهندسی کامپیوتر
- بخش مهندسی نفت و گاز
- دانشکده فنی در حال حاضر دارای ۱۲۱ عضو هیئت علمی و دارای دو مجموعه است که یکی در محل بلوار جمهوری (ساختمان اصلی دانشکده فنی) به مساحت ۲۳۶۴۳ متر مربع و دیگری فضاهای احداث شده دانشکده در محل دانشگاه باهنر پردیزه افضلی پور و (بلوک‌های H ,H1، S) جمعاً ۱۲۰۰۰ متر مربع بوده و در نتیجه فضاهای موجود در دانشکده فنی در دو مجموعه بالغ بر ۳۵۶۴۳ متر مربع است.

گروه‌های آموزشی مستقر در محل مستقل دانشکده فنی و مهندسی:
- بخش مهندسی مکانیک
- بخش مهندسی شیمی
- بخش مهندسی معدن
- بخش مهندسی صنایع
- بخش مهندسی مواد و متالورژی
- بخش مهندسی نفت و گاز

گروه‌های آموزشی مستقر در دانشگاه شهید باهنر کرمان پردیزه افضلی پور:
- بخش مهندسی برق
- بخش مهندسی عمران
- بخش مهندسی کامپیوتر

### دانشکده علوم پایه
این دانشکده همزمان با شروع فعالیت‌های آموزشی دانشگاه در سال ۱۳۵۴ به عنوان اولین دانشکده در ساختار سازمانی دانشگاه، خدمات آموزشی خود را با پذیرش دانشجو در مقطع کارشناسی در رشته‌های شیمی، فیزیک کاربردی و ریاضی آغاز کرد. سپس در سال ۱۳۵۶، با راه اندازی بخشهای زمین‌شناسی و زیست‌شناسی مجموعه این دانشکده تکمیل شد. در سال ۱۳۶۳ پذیرش دانشجوی کارشناسی ارشد و در سال ۱۳۶۷ پذیرش دانشجوی دکترا در این دانشکده آغاز شد. با توجه به توسعه فزاینده این دانشکده از لحاظ علمی و امکاناتی، در سال ۱۳۷۴، بخش ریاضی از مجموعه دانشکده علوم جدا شده و به همراه بخشهای تازه تأسیس آمار و علوم کامپیوتر، فعالیت خود را در قالب دانشکده ریاضی و کامپیوتر مستقلاً ادامه داد. در سال ۱۳۹۱ نیز بخش فیزیک از دانشکده علوم جدا شده و دانشکده فیزیک تأسیس شد. در حال حاضر دانشکده علوم دارای سه بخش شیمی، زمین‌شناسی و زیست‌شناسی می‌باشد که در هر سه بخش، دانشجویان در مقاطع مختلف کارشناسی، کارشناسی ارشد و دکترا پذیرش شده و به تحصیل می‌پردازند.

### دانشکده ادبیات و علوم انسانی
دانشکده علوم انسانی، فعالیت آموزشی خود را از سال تحصیلی ۵۵–۱۳۵۴ با پذیرش ۱۶ دانشجو در رشته زبان انگلیسی شروع کرد و به مرور زمان به ویژه پس از انقلاب اسلامی ایران گسترش یافت. به طوری که در حال حاضر (پایان ترم دوم سال تحصیلی ۹۳–۹۲) تعداد ۸۴ نفر عضو هیئت علمی و مجموعاً ۲۲۵۶ دانشجو شبانه و روزانه در مقاطع مختلف تحصیلی کارشناسی (۱۹۷۱ نفر)، کارشناسی ارشد (۲۰۰ نفر) و دکتری (۸۵ نفر) در ۸ بخش آموزشی به تحصیل اشتغال دارند. دانشکده علوم انسانی پس از دانشکده علوم پایه، قدیمی‌ترین و موفق‌ترین دانشکده دانشگاه می‌باشد. دانشکده مدیریت و اقتصاد تا آغاز سال تحصیلی۱۳۷۵–۱۳۷۴ به صورت بخش‌های اقتصاد، حسابداری و مدیریت جزو خانواده دانشکده علوم انسانی بود که بر اساس مصوبه شورای گسترش آموزش عالی وزارت فرهنگ و آموزش عالی به صورت دانشکدهای مستقل درآمد. همچنین بخش فرهنگ و معارف اسلامی تا ابتدای سال تحصیلی ۷۸–۱۳۷۷ در شمار بخش‌های دانشکده علوم انسانی بود که هم‌اکنون به صورت بخشی مستقل زیر نظر معاونت آموزشی دانشگاه فعالیت می‌کند. بخش‌های حقوق، علوم سیاسی و معارف اسلامی نیز در سال ۱۳۹۱ از این دانشکده منفک شده و به صورت یک دانشکده جدید فعالیت خود را آغاز نمودند.

### دانشکده حقوق و الهیات
دانشکده حقوق و الهیات از مهرماه ۱۳۹۱ به همت حمید بهرامی احمدی با تفکیک از دانشکده ادبیات و علوم انسانی تشکیل گردید. این دانشکده متشکل از چهار بخش الهیات، حقوق، علوم سیاسی و معارف اسلامی می‌باشد. دانشکده حقوق و الهیات دارای ۴۷ نفر عضو هیئت علمی که ۳ نفر در مرتبه دانشیاری، ۳۳ نفر استادیار و ۱۱ نفر مربی می‌باشند. همچنین این دانشکده از ۳۰ نفر مدرس مدعو نیز استفاده می‌نماید. گرایش‌های مربوط به گروه‌های آموزشی دانشکده به شرح زیر می‌باشد:
1. گروه الهیات در سه مقطع کارشناسی در گرایش «فقه و مبانی حقوق اسلامی»، «فقه و حقوق اسلامی» و «علوم قرآن و حدیث» و دو مقطع کارشناسی ارشد در گرایش «فقه و مبانی حقوق اسلامی» و «علوم قرآن و حدیث» دانشجو پذیرش می‌نماید.
2. گروه حقوق نیز در مقطع کارشناسی ارشد پیوسته در دو گرایش «حقوق خصوصی» و «حقوق جزا و جرم‌شناسی» دانشجو پذیرش می‌نماید.
3. گروه علوم سیاسی در دو مقطع کارشناسی و کارشناسی ارشد (در چهار گرایش «علوم سیاسی»، «روابط بین‌الملل»، «سیاست گذاری عمومی» و «دیپلماسی و سازمان‌های بین‌المللی» دانشجو می‌پذیرد.
4. گروه معارف اسلامی در هر نیمسال تحصیلی با ارائه ۱۳۵ گروه درسی از دروس عمومی را به حدود ۷۰۰۰ نفر دانشجو ارائه می‌نماید.[۹]

### دانشکده علوم ورزشی
این دانشکده که ابتدا با نام گروه تربیت بدنی در دانشگاه فعالیت داشت، در سال ۱۳۶۳ با پذیرش ۱۰ دانشجو در رشته دبیری تربیت بدنی در مقطع کارشناسی فعّالیّت خود را آغاز کرد. دانشکده تربیت بدنی هم‌اکنون؛ با استفاده از امکانات ورزشی در دو محل فعلی دانشکده علوم در خارج از پردیزه افضلی پور و امکانات داخل پردیزه افضلی پور به فعّالیّت آموزشی و پژوهشی مشغول است.
این دانشکده از ۵ دپارتمان تخصصی تشکیل شده است که شامل گروه امدادگری ورزشی با یک استادتمام و یک دانشیار، گروه فیزیولوژی ورزشی با دو دانشیار و دو استادیار، گروه بیومکانیک ورزشی با سه دانشیار، گروه مدیریت ورزشی با دو دانشیار و دو استادیار و گروه رفتار و روان‌شناسی ورزشی با یک استادیار است.
امکانات ورزشی: دو سالن چند منظوره، سالن صبا، زمین چمن فوتبال، پیست دو میدانی، زمین والیبال ساحلی، زمین‌های تنیس، سالنهای تندرستی خوابگاه‌ها، مجموعه زمینهای والیبال، هندبال و بسکتبال روباز.
امکانات آموزشی و پژوهشی: کلاسهای آموزشی، مرکز کامپیوتر، آزمایشگاه‌ها، شامل: پنج کلاس آموزشی با امکانات (اپک، ویدئو پرژکتور، اسلاید، تلویزیون، نوارهای آموزشی، آزمایشگاه‌های فیزیولوژی ورزشی، رفتار حرکتی، طب ورزشی، مرکز کامپیوتر با تعداد ۲۰ کامپیوتر متصل به شکبه اینترنت)
واحدهای تابعه: اداره آموزش، اداره انتشارات، اداره امور عمومی، اداره سمی و بصری، کتابخانه، مرکز کامپیوتر، آزمایشگاه‌های فیزیولوژی ورزشی. امکانات دروس عملی: سالن چند منظوره، کلوپ، سالن ژیمناستیک، سالن بدنسازی، کشتی، تنیس روی میز، پیست دو میدانی، استخر شنا

### دانشکده کشاورزی

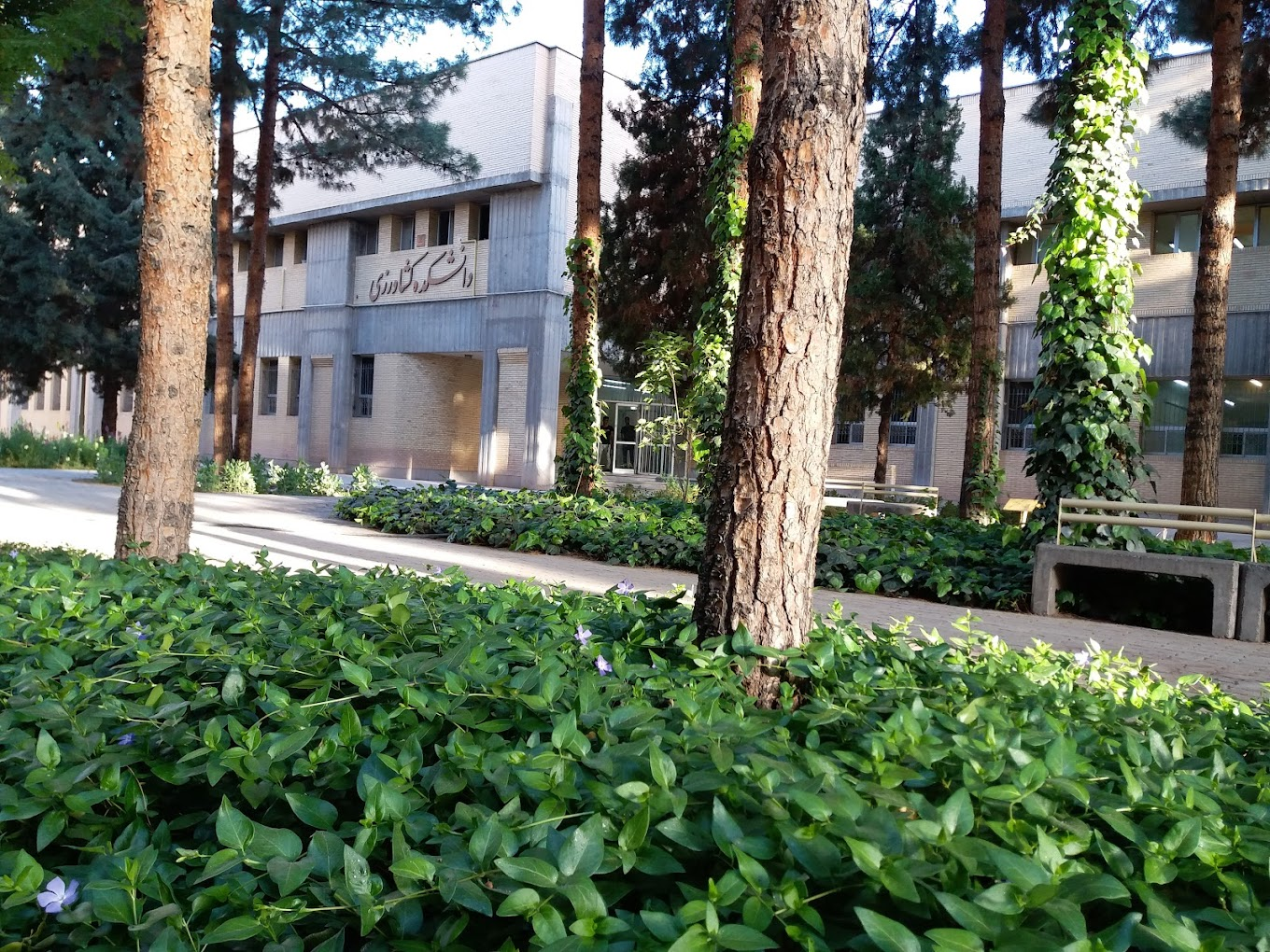
دانشکده کشاورزی دانشگاه شهید باهنرکرمان

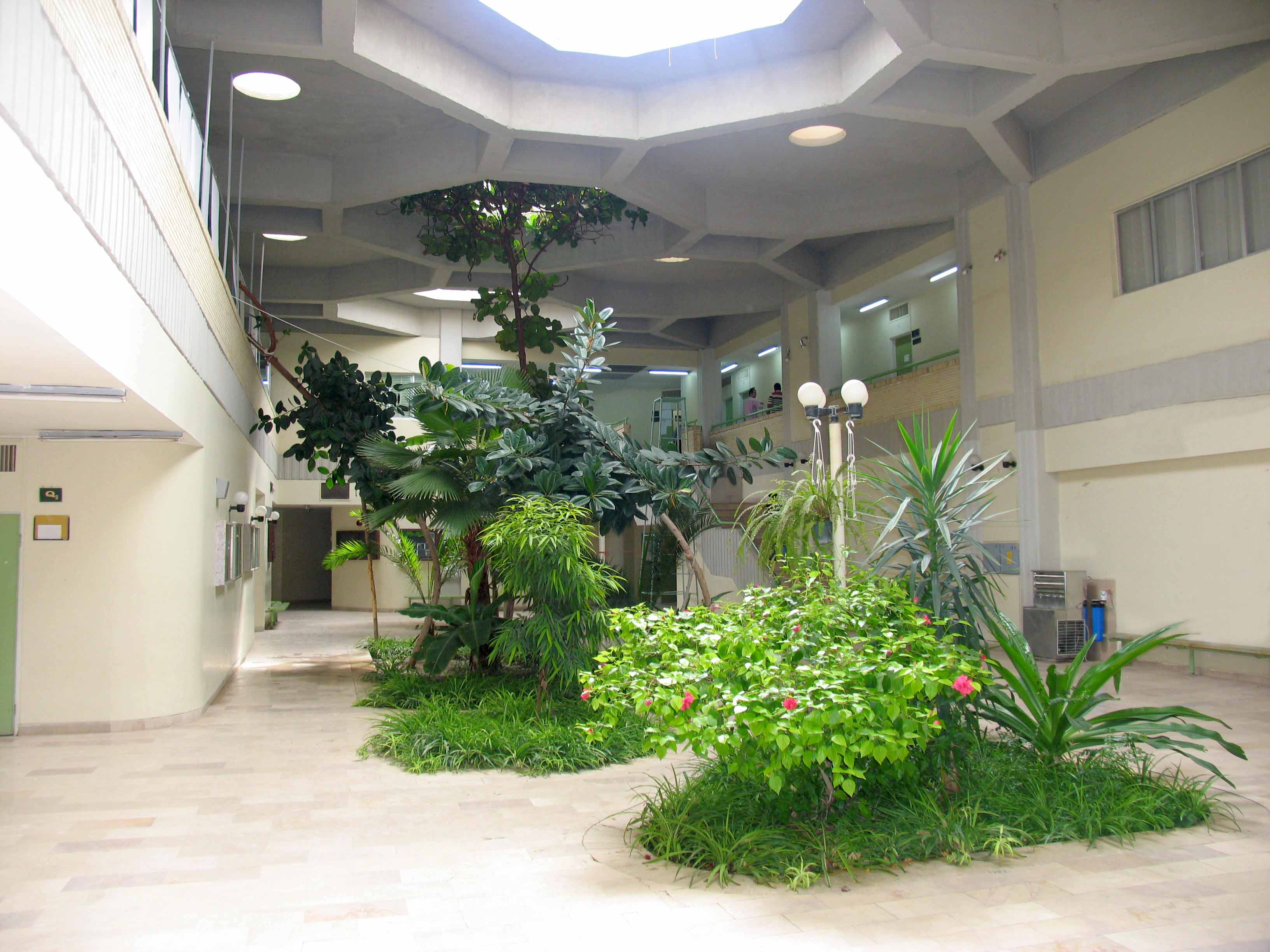
فضای سبز داخل ساختمان دانشکده کشاورزی

در حال حاضر این دانشکده یکی از بزرگ‌ترین و گسترده‌ترین دانشکده‌های دانشگاه به حساب می‌آید. تاریخچه این دانشکده برمیگردد به سال تحصیلی ۶۳–۶۲ که به صورت آموزشکده کشاورزی با امکانات بسیار محدود با پذیرش ۸۰ دانشجو در ۳ رشته کاردانی (امور زراعی، امور فنی و امور دامی) فعالیتهای آموزشی خود را آغاز کرد. مجوز گشایش دانشکده کشاورزی و پذیرش دانشجو برای دوره کارشناسی در دو رشته مهندسی آبیاری و مهندسی زراعت در سال ۱۳۶۴و مهندسی اقتصاد کشاورزی در سال ۱۳۶۸ از سوی شورای عالی گسترش آموزش عالی صادر گردید و آموزشکده کشاورزی به شهرستان جیرفت انتقال یافت. در سال تحصیلی ۷۱–۷۰ با بهره‌برداری از ساختمان جدید و مجهز این دانشکده (ساختمانQ) و به‌کارگیری نیروهای کارآمد آموزشی، دانشکده کشاورزی دامنه فعالیت آموزشی و پژوهشی خود را گسترش داد. درحال حاضر این دانشکده دارای ۱۰ گروه آموزشی است که در مقاطع مختلف تحصیلی شامل مقطع کارشناسی در ۹ رشته، مقطع کارشناسی ارشد در ۱۲ رشته و مقطع دکتری در ۹ رشته دانشجو می‌پذیرد.

### دانشکده دام‌پزشکی
دانشکده دام‌پزشکی یکی از دانشکده‌های دانشگاه شهید باهنر کرمان است که از مهرماه سال ۱۳۷۱ و با پذیرش دانشجو در مقطع دکتری عمومی دامپزشکی فعالیت آموزشی خود را آغاز نمود. ساختمان اصلی این دانشکده در محل پردیس اصلی دانشگاه شهید باهنر کرمان، در جنوب شرق شهر کرمان در استان کرمان قرار گرفته است.
دانشکده دام‌پزشکی با گروه‌های آموزشی علوم پایه، پاتوبیولوژی، بهداشت و کنترل مواد غذایی و علوم درمانگاهی در این در دانشگاه فعالیت دارد.

#### تاریخچه دانشکده دام‌پزشکی
گشایش دانشکده دام‌پزشکی دانشگاه شهید باهنر کرمان در سال ۱۳۶۷ فراهم گردید که موافقت اصولی آن در همان سال و موافقت قطعی آن در سال ۱۳۷۰ از سوی شورای گسترش آموزش عالی صادر گردید. فعّالیّت‌های آموزشی این دانشکده از مهرماه ۱۳۷۱ تحت مدیریت فروغ السادات منصوری و با پذیرش دانشجو در مقطع دکتری عمومی دام‌پزشکی (D.V.M) آغاز گردید.
بعدتر امکان تحصیل در مقطع دکتری تخصصی در رشته‌های جراحی، مامایی و بیماری‌های تولید مثل، باکتری‌شناسی، انگل‌شناسی و فیزیولوژی و همین‌طور در مقطع کارشناسی ارشد در رشته‌های باکتری‌شناسی، انگل‌شناسی و فیزیولوژی نیز در این دانشکده فراهم شد.

#### رؤسای دانشکده دام‌پزشکی
فهرست رؤسای دانشکده دام‌پزشکی تا کنون:
| سال‌های ریاست | نام رئیس           |
| ------------ | ------------------ |
| ۱۳۶۸ تا ۱۳۷۴ | فروغ‌السادات منصوری |
| ۱۳۷۵ تا ۱۳۷۷ | محمدمهدی مولایی    |
| ۱۳۷۷ تا ۱۳۸۴ | محمدحسین رادفر     |
| ۱۳۸۵ تا ۱۳۹۳ | محمدمهدی مولایی    |
| ۱۳۹۳ تا ۱۳۹۶ | محمدحسین رادفر     |
| ۱۳۹۶ تا ۱۳۹۷ | رضا خیراندیش       |
| ۱۳۹۷ تا ۱۳۹۹ | جلیل آبشناس        |
| ۱۳۹۹ تا کنون | حسین جنیدی         |

### دانشکده هنر و معماری صبا
دانشکده هنر و معماری در سال ۱۳۷۲ به خانواده بزرگ دانشگاه شهید باهنر کرمان اضافه شد. ابتدا با تأسیس رشته‌های معماری و هنرهای سنتی در مقطع کاردانی، سپس رشته‌های مرمت ابنیه و نقاشی در مقطع کارشناسی (۱۳۷۶)، فرش در مقطع کارشناسی (۷۷) مهندسی معماری در مقطع کارشناسی (۱۳۸۱) و هنر اسلامی در مقطع کارشناسی (۱۳۹۰) به جذب دانشجو و توسعه کیفی و کمی خود ادامه داد. در اصل این دانشکده برای رشته بازیگری و معماری ساخته شد اما فردی در رشته بازیگری در سال (۱۳۹۷) جذب نشد و در سال (۱۳۹۸) باز هم رشته بازیگری پذیرش داشت و در حال حاضر ادامه دارد. کلیه این رشته‌ها به لحاظ میزان قبولی در مقاطع بالاتر و توفیق حرفه ای فارغ التحصیلان از کارنامه مناسبی برخوردار بوده و تلاش اعضای هیئت علمی و مدرسین برای ارتقای هر چه بیشتر سطح آموزشی دانشکده استمرار داشته است. نظر به حسن سابقه رشته مهندسی معماری در این دانشکده و احراز شرایط از سال ۱۳۹۲ پذیرش دانشجو در مقطع کارشناسی ارشد مهندسی معماری آغاز گردیده و با بهره‌گیری از اعضای هیئت علمی ذیصلاح و همکاری جمعی از برجسته‌ترین استادان معماری کشور، تربیت مهندسین معمار ارشد صاحب اندیشه و صالح در دستور کار گروه معماری قرار گرفته است. با ادامه تحصیل جمعی از اعضای هیئت علمی رشته‌های مختلف دانشکده در مقطع دکتری تخصصی، زمینه برای گشایش دوره ارشد در سایر رشته‌ها نیر فراهم گردیده است. مجموعه فعالیتهای آموزشی، پژوهشی و فرهنگی اعضای هیئت علمی، مدرسین و دانشجویان دانشکده هنر و معماری در کلیه رشته‌ها، با وجود همه مشکلات موجود تا کنون رشد داشته و نوید بخش حیات پویای سجیه فرهنگی کرمان در عرصه معماری و هنرهای تجسمی و سنتی و احیای شخصیت گران‌سنگ فرهنگ ایرانی – اسلامی در حیطه فضای کالبدی جامعه است.

### دانشکده ریاضی و کامپیوتر
دانشکده ریاضی و کامپیوتر مرکب از بخش ریاضی، بخش آمار و بخش کامپیوتر و مرکز پژوهشی ریاضی ماهانی در تاریخ ۲۱/۹/۷۳ به تصویب شورای گسترش آموزش عالی کشور رسید و از ابتدای سال ۱۳۷۴ این دانشکده در دانشگاه شهید باهنر کرمان تأسیس گردید. بخش ریاضی از فروردین ۱۳۹۲ بر اساس مصوبه هیئت رئیسه دانشگاه به سه بخش ریاضی محض، بخش ریاضی کاربردی، بخش آموزش ریاضی تقسیم شد؛ بنابراین در حال حاضر دانشکده دارای پنج بخش، بخش ریاضی محض، بخش ریاضی کاربردی، بخش آموزش ریاضی بخش آمار و بخش کامپیوتر و مرکز پژوهشی ریاضی ماهانی است.
دانشکده ریاضی و کامپیوتر علاوه بر آموزش و تربیت دانشجویان ریاضی، کامپیوتر و آمار (در مقاطع مختلف از کاردانی تا دکترا)، در هر سال به بیش از ۶۰۰۰ دانشجو خدمات آموزشی ارائه می‌کند. اعضای هیئت علمی دانشکده ریاضی و کامپیوتر
علاوه بر تدریس یا پژوهش در شاخه‌های گوناگون ریاضی، آمار و کامپیوتر و عضویت در انجمن‌های علمی داخلی و خارجی و همکاری با آنها در ارائه مقاله همواره در سمینارها و کنفرانسهای داخلی و خارجی شرکت دارند. کیفّیت خدمات آموزشی و پژوهشی بخش ریاضی به عنوان خیلی خوب ارزیابی شد و به دریافت لوح افتخار از مقام وزیر محترم فرهنگ و آموزش عالی وقت (دکتر مصطفی معین)(و نماینده علمی، فرهنگی و تربیتی سازمان ملل متحد (یونسکو) در ایران مفتخر گردید.

### دانشکده مدیریت و اقتصاد
در سال ۱۳۷۴ دانشکدهٔ مدیریت و اقتصاد رسماً فعالیت خود را با سه رشتهٔ اقتصاد، حسابداری و مدیریت در مقطع کارشناسی روزانه و شبانه آغاز کرد. به دلیل نقش برجستهٔ دوره‌های تحصیلات تکمیلی و نیاز بازار کار به متخصصین این سه رشته درسال ۱۳۸۲ کارشناسی ارشد مدیریت بازرگانی راه‌اندازی و سپس کارشناسی ارشد اقتصاد و حسابداری نیز به ترتیب در سال‌های ۱۳۸۳ و ۱۳۸۴ ایجاد شدند. خوشبختانه به دلیل اهمیت رشته‌های مدیریت در کشور، دانشکدهٔ مدیریت و اقتصاد توانسته است رشته‌های کارشناسی ارشد مدیریت اجرایی، مدیریت بحران و مدیریت کارآفرینی را که تعداد معدودی دانشگاه در کشور دارا هستند را تا سال ۱۳۸۷ راه اندازی نماید. همچنین با همت و تلاش اعضای هیئت علمی و همکاران اداری دانشکده در سال ۱۳۹۰ دوره‌های دکترای حسابداری و اقتصاد نیز راه‌اندازی شده به طوری که هم‌اکنون در مجموع ۲۸۰ نفر دانشجو در دوره‌های تحصیلات تکمیلی مشغول به تحصیل هستند.

### دانشکده فیزیک
زمینه و مبنای تأسیس دانشکده فیزیک، با ایجاد بخش فیزیک همزمان با شروع فعالیتهای آموزشی دانشگاه در سال ۱۳۵۴ پایه‌ریزی شد. بخش فیزیک از اولین گروه‌های علمی دانشگاه است که فعالیت خود را با ۱۱ دانشجو و ۴ عضوهیات علمی از بزرگان صاحب شهره فیزیک دراولین دانشکده دانشگاه (دانشکده علوم) آغاز نموده است. این گروه علمی با تلاش، کوشش و برنامه‌ریزی همکاران متبحرو پیش کسوتان ارزشمند همواره در زمره بخشهای پیشتاز علمی دانشگاه خصوصاً درمورد کسب مجوزهای ایجاد دوره‌های مختلف کارشناسی، کارشناسی ارشد و دکتری قرار داشته است.

### مجتمع آموزش عالی بافت
مجتمع آموزش عالی بافت در سال ۱۳۷۶ و با پذیرش ۴۵ دانشجو در رشتهٔ ریاضی محض در مقطع کارشناسی و با نام «مرکز آموزش عالی بافت» کار خود را آغاز نمود؛ و بعداً با نام مجتمع آموزشی عالی بافت به فعالیت خود ادامه داد. این مجتمع در حال حاضر دارای گروه‌های آموزشی اقتصاد مدیریت و حسابداری می‌باشد. هم‌اکنون دکتر داریوش مفلحی پس از دکتر علیرضا کاشانی عهده‌دار ریاست مجتمع هستند.

### مرکز آموزش عالی کشاورزی بردسیر
مرکز آموزش عالی کشاورزی بردسیر وابسته به دانشگاه شهید باهنر کرمان در سال ۱۳۸۸ تأسیس شد. این مرکز فعالیت آموزشی خود را با پذیرش ۳۷ نفر دانشجو در رشته‌های شیلات و صنایع غذایی در مقطع کارشناسی ناپیوسته آغاز کرد و در سال تحصیلی ۹۱–۹۰ پذیرش دانشجو در رشته جدیدمهندسی تولیدات گیاهی جایگزین رشته شیلات گردید و در حال حاضر حدود ۸۰ دانشجو در این مرکز در دو رشته مهندسی علوم و صنایع غذایی و مهندسی تولیدات گیاهی مشغول به تحصیل می‌باشند.

### واحد پردیس دانشگاه
دانشگاه شهید باهنر کرمان، یکی از برجسته‌ترین دانشگاه‌های کشور می‌باشد که به پشتوانه بیش ار نیم قرن فعالیت مؤثر آموزشی پژوهشی موفق، موفق به راه اندازی پردیس دانشگاهی با اخذ مجوز از وزارت علوم، تحقیقات و فناوری گردید. پردیس دانشگاهی دانشگاه شهید باهنر کرمان با اتکا به عنایت الهی و با بهره‌مندی از سوابق علمی و تحقیقاتی بسیار گسترده این دانشگاه، اعضای هیئت علمی، پژوهشکده‌های متنوع و افتخارآمیز آن که همه ساله جزء مراکز تحقیقاتی برجسته کشور اسلامی برگزیده می‌شوند؛ در نظر دارد که با جذب دانشجو برای مقاطع تحصیلات تکمیلی در رشته‌های گوناگون علوم پایه، کشاورزی، فنی و مهندسی، دامپزشکی، ادبیات و علوم انسانی، اقتصاد و مدیریت، تربیت بدنی و منابع طبیعی؛ جایگاه بسیار والائی را در منطقه ایجاد نماید.

### مرکز آموزش عالی فرش راور
مرکز آموزش عالی فرش راور با مصوبه هیئت دولت نهم در این شهرستان شکل گرفته است و در سال ۱۳۹۱در رشته کاردانی فرش موفق به جذب دانشجو شده است. رشته فرش در این مرکز در سال ۱۳۹۲ از کاردانی به کارشناسی ارتقاء یافته است. با توجه به سابقه و توانمندیهای این شهرستان در زمینه فرشبافی، این مرکز در راور تأسیس شد و بخشی از دانشجویان از بومیان این شهرستان و بخشی دیگر از اقصی نقاط کشور می‌باشد. شهرستان راور مرکز مهم تولید قالی در استان کرمان است. قالی‌های بافت راور شهرت جهانی دارند.

## مراکز پژوهشی و پژوهشکده‌های دانشگاه شهید باهنر کرمان

### پژوهشکده تحقیقات راهبردی جنوب شرق ایران
به گزارش اداره کل روابط عمومی وزارت علوم به نقل از دانشگاه شهید باهنر کرمان، در این آیین دکتر رضایی باتشکر از رئیس دانشگاه شهید باهنر کرمان که طی این مدت اخیر حمایت کردند تا پژوهشکده علمی در جنوب شرق شکل گیرد، اظهار داشت: قریب سه سال است که این بحث مطرح شده که امروز الحمدالله می‌بینیم این پژوهشکده تأسیس می‌شود و شروع به کار می‌کند و امیدوار هستیم که دستاوردهای خوب این تلاش را در جنوب شرق ایران ببینیم.
وی افزود: این پژوهشکده که در دانشگاه شهیدباهنر کرمان بوجود آمده، می‌تواند از بین این سیاست‌های بیست و چند گانه که ما داریم چند سیاست را انتخاب کنید و راهکارهای راهبردی اجرای این سیاست‌ها را در چهار استان پیگیری کنید، یکی سیاست‌های کلی جمعیت، سلامت، اصل ۴۴، اقتصاد مقاومتی، فرهنگی و نظام اداری. این پژوهشکده در حوزه سیاست گذاری عمومی و حکمرانی مشغول به فعالیت و پژوهش و تحقیق می‌باشد.
دکتر رضایی در ادامه گفت: در حقیقت انتظاری که ما از این پژوهشکده داریم این است که به مدیران اجرایی و بخش خصوصی کشور چه صنعت، کشاورزی، خدمات و کارآفرینان این مناطق کمک کنید که آنها فعالیت‌ها و کسب و کارهای شان را بر حسب سیاست‌های کلی ساماندهی و تنظیم و اجرایی کنند و از طرفی دیگر بازخورد این سیاست‌ها به مجمع منتقل کنید.
دکترمحمدمهدی زاهدی نمایندهٔ مردم کرمان و راور با بیان اینکه جای تشکر از مجمع تشخیص مصلحت نظام و دانشگاه شهیدباهنر کرمان است که اقدام به تشکیل پژوهشکده راهبردی کردند، اظهار داشت: وقتی ما واژه راهبردی را به کار می‌گیریم مقداری باید با احتیاط برخورد کنیم وعملکرد آن نباید شبیه پژوهشکده‌های معمولی باشد و اهداف آن باید در راستای بیانیه گام برداشته شود و همگی ما در خصوص بیانیه گام دوم باید حرکت کنیم.

### پژوهشکده فناوری تولیدات گیاهی
با توجه به نقش برجسته تولیدات گیاهی استان کرمان و رتبه اول آن در صادرات غیرنفتی ایران، به ویژه رتبه برتر تولید در چندین محصول گیاهی از جمله خرما، پسته، گردو، مرکبات، صیفی جات و جالیز، غلات، گیاهان علوفه ای، صنعتی و دارویی، در سال ۱۳۶۹ انستیتو تحقیقاتی خرما در دانشگاه شهید باهنر کرمان شکل گرفت و ایستگاه تحقیقاتی خرما در بم استقرار یافت. سپس در سال ۱۳۷۳ با موافقت اصولی شورای گسترش آموزش عالی، پژوهشکده باغبانی با سه گروه گیاهان دارویی، خرما و مرکبات ایجاد گردید و در ادامه در سال ۱۳۸۳ موافقت قطعی پژوهشکده دریافت شد.
با توجه به اهمیت این پژوهشکده در جنوب شرق ایران و مأموریت این پژوهشکده در خصوص تولید گیاهان مقاوم به کم‌آبی در جنوب شرق ایران، در سال ۱۳۸۸ طی مصوبه هیئت دولت، تبدیل این پژوهشکده از نوع دو به نوع یک موافقت بعمل آمد و با پیگیری انجام شده در سال ۱۳۹۲ این امر تحقق یافت. سپس در سال ۱۳۹۵ به جهت لزوم انجام تحقیقات در زمینه‌های مختلف تولیدات گیاهی، عنوان پژوهشکده از باغبانی به پژوهشکده فناوری تولیدات گیاهی با سه گروه: به نژادی، تکثیر و زیست فناوری گیاهی –فیزیولوژی و تنش‌های گیاهی – گیاهان دارویی تغییر نام یافت و هم‌اکنون به عنوان پژوهشکده عرضه محور در حوزه تولیدات گیاهی و در راستای همکاری‌های ملی و بین‌المللی یکی از موفق‌ترین پژوهشکده‌های کشاورزی در کشور می‌باشد.

### پژوهشکده صنایع معدنی
این پژوهشکده فعالیت خود را در چهار چوب سه گروه پژوهشی و با مشارکت بیش از ۴۰ عضو هیئت علمی سازماندهی نمود. خلاصه فعالیت‌های علمی و تحقیقاتی پژوهشکده در ذیل آمده است:
۱.   انتشار نشریه علوم و مهندسی جداسازی با همکاری انجمن مهندسی شیمی از سال ۱۳۸۸ و کسب اعتبار علمی پژوهشی از وزارت علوم
۲. اجرا بیش از ۱۳ طرح کلان پژوهشی ملی با اعتبار بیش از ۱۰ میلیارد ریال و عقد قرارداد و تفاهم نامه برای اجرای طرح‌های صنایع نوین با اعتبار حدود بیست میلیارد ریال.
۳. چاپ بیش از ۲۰۰ مقاله با نمایه ISI فقط در سه سال اخیر، چاپ ۷ کتاب و ارایه بیش از ۳۰۰ مقاله در همایش‌های معتبر علمی
۴. برگزاری موفق اولین و دومین همایش علوم و مهندسی جداسازی (سال ۱۳۸۸ و ۱۳۸۹)، اولین همایش صنایع معدنی (سال ۱۳۸۹) و همچنین اولین همایش ملی مس (سال ۱۳۹۰)
۵. پذیرش دانشجو در مقطع دکتری در سه رشته مهندسی فرآوری و بازیافت مواد، مهندسی فناوری نانو و مهندسی محیط زیست.

### پژوهشکده فرهنگ اسلام و ایران
در اردیبهشت ماه سال ۱۳۷۹، به دنبال پیشنهاد شاهرخ وفاداری و محمدعلی میرزایی مبنی بر تقویت مطالعات علمی و دانشگاهی در خصوص فرهنگ و زبانهای باستانی ایران، مقرر شد با حمایت ایشان، مرکزی پژوهشی در این زمینه در دانشگاه شهید باهنر کرمان به وجود آید.
بدین ترتیب مرکز پژوهشی فرهنگ و زبانهای باستانی ایران در دانشکده ادبیات و علوم انسانی دانشگاه شهید باهنر کرمان از تاریخ ۲۶/۱۱/۱۳۷۹ کارخود را آغاز کرد و عملیات ساختمانی محل این مرکز در تاریخ ۳/۱۲/۱۳۷۹ به مساحت ۲۰۰۰ متر مربع در اراضی دانشگاه واقع در پردیزه افضلی پور شروع شد و درسال ۱۳۸۶ به پایان رسید به دنبال سفر رهبر معظم انقلاب اسلامی به استان کرمان در اردیبهشت سال ۱۳۸۴ و تأکید ایشان بر راه اندازی مرکزی علمی و فرا گیر، که به پژوهشهای فرهنگ غنی اسلام وایران مبادرت ورزد، مقرر گردید جایگاه این مرکز به پژوهشکده ارتقاء یابد و باهدف فعالیت‌های پژوهشی در حوزه فرهنگ اسلام و ایران، کار خود را با قوت بیشتر ادامه دهد. از این رو، اساسنامة پژوهشکده با ۶ گروه پژوهشی به نام‌های "قران و حدیث" ،" فقه و اصول اسلامی "،"ادیان و مذاهب اسلامی "،"تاریخ و میراث فرهنگی ایران"،"فرهنگ و زبان‌های باستانی "و "گویش‌شناسی، فرهنگ و ادبیات عامه " به وزارت علوم، تحقیقات و فن آوری پیشنهاد شد و با عنوان "پژوهشکده فرهنگ اسلام و ایران" به تصویب رسید.
در سال ۱۳۹۱، به دلیل نیازی که به پژوهش‌های مستقل در زمینه دفاع مقدس وجود داشت و با عنایت به ظرفیت و توان ممتاز محققان و استادان دانشگاه شهید باهنر کرمان، گروه پژوهشی " دفاع مقدس " نیز به گروه‌های پژوهشکده اضافه گردید.

### مرکز پژوهشی ریاضی ماهانی
این مرکز در سال ۱۳۶۹ تأسیس شد و در سال ۱۳۷۰ به نام ابوعبدالله محمد بن عیسی ماهانی ریاضیدان کرمانی قرن نهم تغییر نام داد. این مرکز در زمینه‌های آمار، آموزش ریاضی، ریاضی، علوم کامپیوتر، و سخنرانیهای هفتگی، سمینارها، کارگاه‌ها و پروژه‌های مشترک بین متخصصین داخل و خارج ایران فعالیت می‌کند.

### مرکز پژوهشی زلزله
مرکز پژوهشی زلزله در سال ۱۳۷۶ در دانشگاه شهید باهنر کرمان تأسیس شد. در تاریخ ۱۳۹۰ موافقت اصولی خود را از وزارتخانه اخذ نمود. دارای ۲ گروه پژوهشی ژئودینامیک و پیش‌بینی الکترومغناطیس زمین لرزه‌ها می‌باشد. هم‌اکنون مرکز پژوهشی دارای ۲ دستگاه لرزه‌نگاری و یک ایستگاه لرزه‌نگاری (واقع در جنگل قائم ـ کرمان) می‌باشد.

### پژوهشکده انرژی و محیط زیست
مرکز تحقیقات ژئومکانیک کاشی‌گر که مجهزترین آزمایشگاه مکانیک سنگ (دستگاه برش مستقیم تمام اتوماتیک، دستگاه بارگذاری تک محوری و سه محوری تمام اتوماتیک، دستگاه جامع بارگذاری جهت انجام آزمون‌های خمش، کشش و فشار) در جنوب کشور را دارا می‌باشد و آماده خدمت‌رسانی به تمامی معادن کشور در خصوص تعیین پارامترهای مکانیکی سنگ‌های معدنی می‌باشد.
- گروه پژوهشی زنان و خانواده
- گروه پژوهشی میکروبیولوژی

## رویدادهای مهم

### اولین و دومین همایش ملی سیاست خارجی ایران
اولین همایش ملی سیاست خارجی ایران در سال ۱۴۰۰ در دوران کرونا و به‌طور مجازی برگزار گردید. سپس در سال ۱۴۰۲ این همایش به‌طور حضوری برگزار شد. چهره‌های مشهوری همچون علی اکبر صالحی، محمد جواد ظریف، منوچهر متکی، عباس ملکی، محمدکاظم سجادپور و سید جلال دهقانی فیروزآبادی در تالار وحدت دانشگاه شهید باهنر کرمان در این همایش ملی به سخنرانی پرداختند. این همایش به همت گروه علوم سیاسی دانشگاه شهید باهنر کرمان و انجمن علوم سیاسی ایران شعبهٔ کرمان در این دانشگاه برگزار گردید.

### هفدهمین کنفرانس سالانه ارزیابی و تضمین کیفیت در نظام‌های دانشگاهی
از سال ۱۳۸۳ تا کنون به‌طور مرتب کنفرانس‌های سالانه «ارزیابی و تضمین کیفیت در نظام‌های دانشگاهی»، به میزبانی یکی از دانشگاه‌های فعال کشور، برگزار شده است. هفدهمین کنفرانس به همت دانشگاه شهید باهنر کرمان برگزار گردید. فهرست دانشگاه‌های برگزار کننده کنفرانس‌های سالانه را می‌توان در وب سایت مؤسسه پژوهش و برنامه‌ریزی آموزش عالی (بخش ارزیابی کیفیت در نظام‌های دانشگاهی- ادوار شانزده‌گانه کنفرانس) ملاحظه کرد.

### شانزدهمین همایش ملی آبیاری و کاهش تبخیر
این همایش ملی در تاریخ ۱۸و۱۹ مهر ماه ۱۴۰۲ در دانشگاه شهید باهنر کرمان برگزار شد. این همایش به عنوان یکی از باسابقه‌ترین همایش‌های علمی کشور قصد دارد چالش‌های اصلی مدیریت منابع آب در کشور را مورد توجه قرار دهد و امید است بتواند محققان آب کشور را گرد هم آورده و دستاوردهای آن راهگشای برنامه‌ریزی و مدیریت بهینه منابع آب باشد؛ لذا از کلیه دست‌اندرکاران بخش آب کشور که یافته‌ها و دستاوردهای علمی و پژوهشی خود را جهت ارائه و انتشار به این گردهمایی علمی ارسال کردند، قدردانی می‌گردد.

### سومین کنفرانس ملی بکارگیری روش‌های تجربی و عددی در صنایع شیمیایی و معدنی
این همایش ملی روز چهارشنبه، ۹ اسفند، ۱۴۰۲ لغایت پنجشنبه، ۱۰ اسفند، ۱۴۰۲ توسط بخش مهندسی شیمی دانشگاه شهید باهنر کرمان و تحت حمایت سیویلیکا در شهر کرمان برگزار گردید. با توجه به اینکه این همایش به صورت رسمی برگزار شد، کلیه مقالات این کنفرانس در پایگاه سیویلیکا و نیز کنسرسیوم محتوای ملی نمایه خواهد شد.

### هجدهمین گردهمایی بین‌المللی انجمن ترویج زبان و ادب فارسی
"هجدهمین گردهمایی بین‌المللی انجمن ترویج زبان و ادب فارسی، بهمن ۱۴۰۲" در تاریخ ۲۳ الی ۲۸ بهمن ۱۴۰۲ توسط دانشگاه شهید باهنر کرمان، انجمن ترویج زبان و ادبیات فارسی در شهر کرمان - دانشگاه شهید باهنر کرمان (به صورت مجازی و نیمه حضوری) برگزار می‌گردد.
برگزار کننده همایش: دانشگاه شهید باهنر کرمان، انجمن ترویج زبان و ادبیات فارسی

### دومین کنفرانس ارزیابی علم: خط‌مشی‌های علم، فناوری و نوآوری اثربخش
این کنفرانس اردیبهشت ۱۴۰۲ در تاریخ ۱۴ اردیبهشت ۱۴۰۲ توسط گروه‌های علم اطلاعات و دانش‌شناسی دانشگاه شهید باهنر کرمان و دانشگاه تربیت مدرس تهران، در شهر کرمان و در محل دانشگاه شهید باهنر کرمان برگزار گردید.

### دومین کنفرانس مدلسازی رفتار مکانیکی مواد
"دومین کنفرانس مدلسازی رفتار مکانیکی مواد، آبان ۱۴۰۱" در تاریخ ۲۵ و ۲۶ آبان ۱۴۰۱ توسط دانشگاه شهید باهنر کرمان در شهر کرمان - دانشگاه شهید باهنر کرمان - در پردیس دانشکده فنی و مهندسی برگزار شد.

### ششمین همایش ملی علوم و تکنولوژی بذر ایران
این همایش در بهمن ماه ۱۴۰۳ در تاریخ ۳۰ بهمن و ۱ اسفند ۱۴۰۳ توسط پژوهشگاه افضلی‌پور دانشگاه شهید باهنر کرمان، انجمن علمی بذر ایران در شهر کرمان برگزار می‌گردد.
برگزار کننده همایش: پژوهشگاه افضلی‌پور دانشگاه شهید باهنر کرمان، انجمن علمی بذر ایران می‌باشد.

### اولین همایش ملی بیوتکنولوژی و فیتوشیمی داروها و فرآورده‌های آرایشی و بهداشتی گیاهی
اولین همایش ملی بیوتکنولوژی و فیتوشیمی داروها و فرآورده‌های آرایشی و بهداشتی گیاهی، در دی ماه ۱۴۰۳ در تاریخ ۱۸ الی ۲۰ دی ۱۴۰۳ توسط دانشگاه شهید باهنر کرمان در شهر کرمان - دانشگاه شهید باهنر کرمان برگزار می‌گردد.

### ریاست انجمن روان‌شناسی استان کرمان
کارگروه روان‌شناسی در کرمان با هدف تشکیل انجمن فعال به نام انجمن روان‌شناسی استان کرمان آغاز و ریاست انجمن به مصطفی جوادی پور مرادی سپرده است. ایشان دانش آموخته در رشته تخصصی روان‌شناسی بالینی می‌باشند که برای ارتقاء سطح دانش و علم روان‌شناسی در سطح استانی فعالیت می‌کنند

## افراد

### رؤسای دانشگاه شهید باهنر کرمان
| نام                     | مدرک و رشته تحصیلی         | سال‌های تصدی                           |
| ----------------------- | -------------------------- | ------------------------------------- |
| حسین نظام آبادی پور     | دکترای مهندسی برق          | ۱۴۰۳ تاکنون                           |
| حسین اکبری فرد          | دکترای اقتصاد پولی         | ۱۴۰۰ تا ۱۴۰۳                          |
| محمدعلی طاهر            | دکترای شیمی تجزیه          | ۱۳۹۴ تا ۱۴۰۰                          |
| محمدجواد فدایی          | دکترای عمران               | ۱۳۹۲ تا ۱۳۹۴                          |
| نصرالله گرامی           | دکترای ریاضی               | ۱۳۹۲–۱۳۸۹                             |
| احمد امیری خراسانی      | دکترای زبان و ادبیات فارسی | ۱۳۸۹–۱۳۸۴                             |
| علی مصطفوی              | دکترای شیمی تجزیه          | ۱۳۸۴–۱۳۷۶                             |
| احمد اکبری              | دکترای اقتصاد کشاورزی      | ۱۳۷۳–۱۳۷۲                             |
| علی‌اصغر رستمی ابوسعیدی  | دکترای زبانشناسی کاربردی   | ۱۳۷۲–۱۳۶۷                             |
| ایرج شریفی              | دکترای انگل‌شناسی           | ۱۳۶۷–۱۳۶۴                             |
| غلامعباس بارانی         | دکترای مهندسی منابع آب     | ۱۳۶۴ (۳ ماه)                          |
| اسدالله رضوی            | دکترای ریاضیات             | ۱۳۶۴–۱۳۶۰                             |
| سعید رجائی خراسانی      | دکترای فلسفه               | ۱۳۶۰–۱۳۵۹                             |
| سید علی‌اکبر حسینی سروری | دکترای تعلیم و تربیت       | دوره اول ۱۳۵۸–۱۳۵۷ دوره دوم ۱۳۷۶–۱۳۷۳ |
| اسد ایران‌پناه           | دکترای زمین‌شناسی           | سال ۱۳۵۶(۱۰۰ روز)                     |
| محمدعلی میرزائی         | دکترای بیوشیمی             | ۱۳۵۷–۱۳۵۲                             |

### دانش آموختگان سرشناس دانشگاه شهید باهنر کرمان
- قاسم سلیمانی فارغ‌التحصیل علوم اجتماعی و فرمانده سابق نیروی قدس سپاه پاسداران انقلاب اسلامی که در حملهٔ پهپادی آمریکا در فرودگاه بغداد کشور عراق به همراه ابومهدی المهندس و دیگران شهید شد.
- محمد مهدی زاهدی وزیر پیشین علوم تحقیقات و فناوری جمهوری اسلامی ایران در دولت نهم
- مجید نامجو وزیر پیشین نیروی جمهوری اسلامی ایران در دولت دهم
- علیرضا رزم حسینی وزیر پیشین صنعت معدن و تجارت جمهوری اسلامی ایران در دولت یازدهم
- اسحاق جهانگیری معاون اول رئیس‌جمهور ایران در دولت‌های یازدهم و دوازدهم
- فاطمه مهاجرانی سخنگوی دولت چهاردهم
- رضا انصاری
- محمدحسن دوگانی آغچغلو
- مهناز میرزایی
- امید طبیب زاده
- علی چنگیزی
- علی زادسر
- حمید حاجی زاده
- سروش صحت
- حسام یزدانی کارشناسی و کارشناسی ارشد مهندسی عمران از دانشگاه شهید باهنر کرمان و دکتری مهندسی عمران از آمریکا و عضو هیئت علمی دانشگاه میسوری آمریکا در حال حاضر.
- مسعود ابکا

## معماری دانشگاه
معماری منحصر به فرد این دانشگاه بر عهده مهندسان مشاور پیرراز (قبل از انقلاب بنیان) بوده است.
معماران: امیر نصرت منقح، یوسف شریعت زاده، محسن میرحیدر، یدالله رزاقی، ب فره وشی.
| نام            | مدرک  | رشته        | سایقه تدریس |
| -------------- | ----- | ----------- | ----------- |
| محمد رضا حاتمی | دکتری | مدرسی معارف | ۱۳۹۳        |
| علی شهابی نژاد | دکتری | روان‌شناسی   |             |

## نشریات رسمی
1. نشریه سیاست گذاری عمومی و حکمرانی
2. نشریه ادبیات تطبیقی
3. نشریه پژوهش‌های تعلیم و تربیت اسلامی
4. نشریه ادبیات پایداری
5. نشریه پژوهشنامه تمدن ایرانی
6. نشریه جغرافیای اجتماعی شهری
7. نشریه بیوتکنولوژی کشاورزی
8. نشریه علوم و فناوری دامداری
9. نشریه تحقیقات کاربردی زبان‌شناسی
10. نشریه تحقیقات بیومکانیسم و بیوانرژی
11. نشریه تحقیقات دامپزشکی و زیست پزشکی
12. نشریه مرکز پژوهشی ریاضی ماهانی
13. نشریه پژوهش‌های نوین در مهندسی آب پایدار
14. نشریه توسعه و سرمایه
15. نشریه دانش حسابداری
16. نشریه مطالعات ایرانی
17. نشریه مطالعات نوین در مدیریت ورزشی
18. نشریه نثر پژوهی ادب فارسی
19. نشریه علوم و مهندسی جداسازی

## نگارخانه

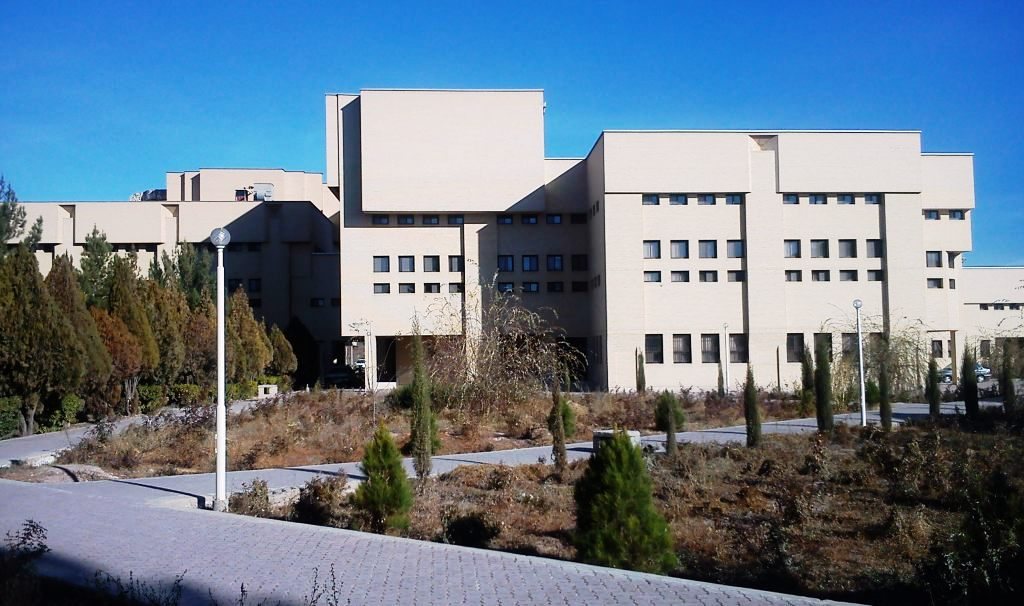
دانشکده ریاضیات و کامپیوتر
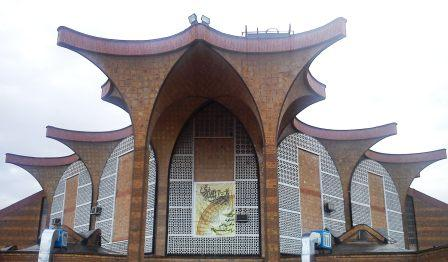
دانشکده فنی و مهندسی
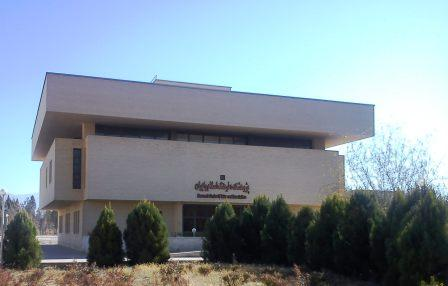
پژوهشکده فرهنگ اسلام و ایران
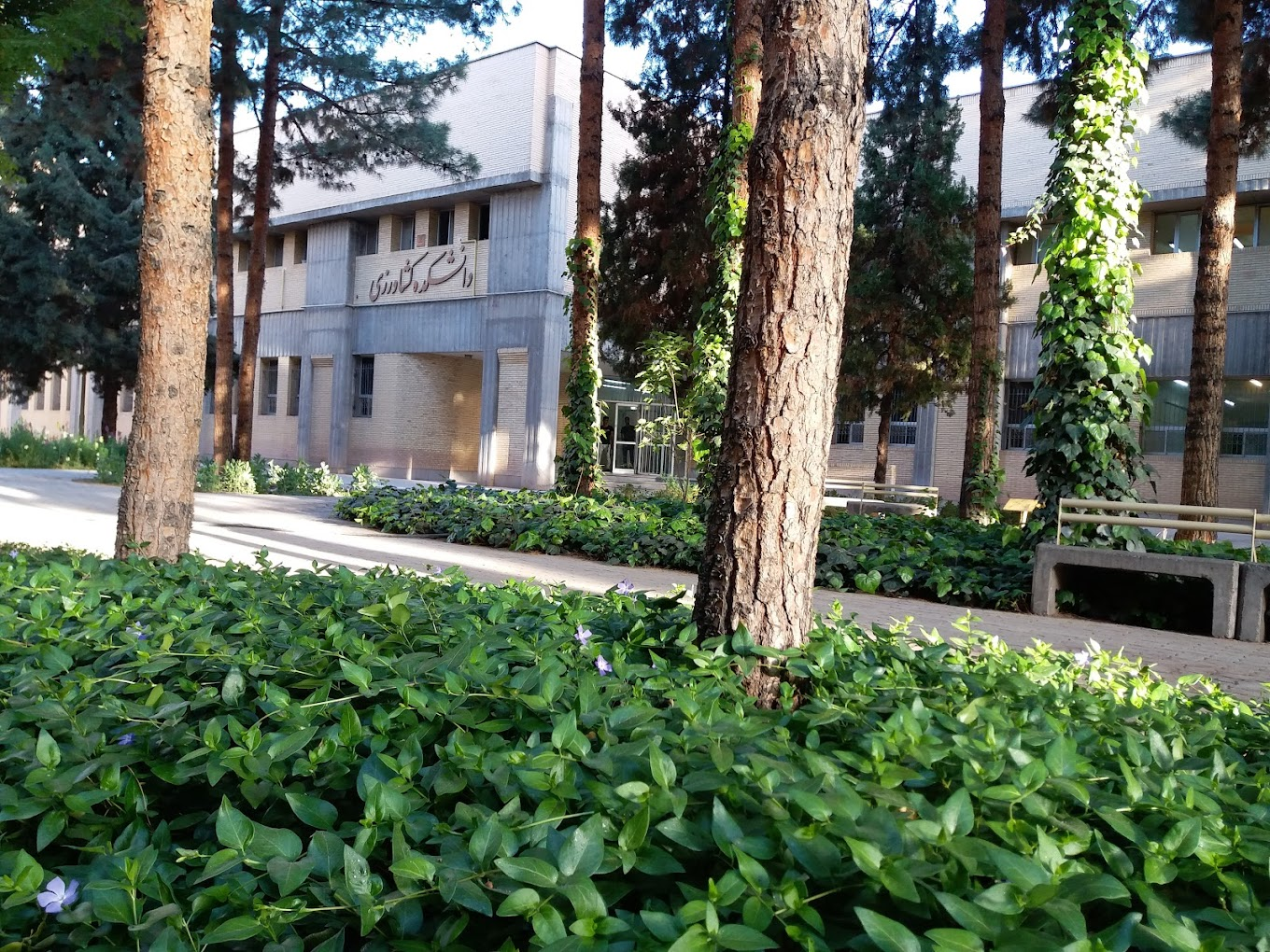
دانشکده کشاورزی دانشگاه شهید باهنرکرمان